# ラズベリーズ
ラズベリーズ（Raspberries）は、アメリカ合衆国のバンド。1971年にデビューし、メンバーチェンジを経て、1975年に解散。解散後に中心メンバーのエリック・カルメンがシンガーソングライターとして成功した。2000年代には、元祖パワー・ポップとして再評価された。

## 略歴
1970年、エリック・カルメン（リズムギター、ボーカル、ピアノ）、ウォーリー・ブライソン（リードギター、ボーカル）、ジョン・アレクシス（ベース、ヴォーカル）、ジム・ボンファンティ（ドラム、ヴォーカル）によりオハイオ州クリーブランドで結成される。最初期のリハーサルではビートルズや、ブライソンが気に入っていたフリーの作品などが取り上げられたが、やがてカルメンや彼とブライソンの自作曲がそこに加わった。バンド名は10月の初ステージを間近に控えた頃に決まった。
1971年、アレクシスが脱退、ベース担当がカルメンに替わり、ベトナム戦争から帰還したディヴ・スモーリーがリズムギターとして加入する。秋頃、音楽プロデューサーであるジミー・アイナーの目に留まり、入札によりキャピトル・レコードと契約。
1972年2月14日、先行シングル 「「さよならを云わないで（Don't Want to Say Goodbye）」でデビュー。4月10日、ファースト・アルバム『ラズベリーズ』発売。7月にシングルカットした「ゴー・オール・ザ・ウェイ」が10月に全米5位を記録する。その後、カルメンがリズムギター、スモーリーがベース担当になり、11月13日にセカンド・アルバム『明日を生きよう（Fresh）』発売。
1973年1月、シングル「明日を生きよう（I Wanna Be with You）」が全米16位、6月には「レッツ・プリテンド」が全米35位を記録。9月10日、アルバム『サイド3』発売。スモーリーとボンファンティが脱退（バンド「Dynamite」を結成）。
スコット・マッカール（ベース）とマイク・マクブライド（ドラム）が加入して、1974年9月16日にアルバム『素晴らしき再出発』発売。11月にシングル「オーバーナイト・センセーション」が全米18位を記録。
1975年4月、解散。
2004年11月にデビュー時のメンバー4人で再結成コンサートを開催。翌年からツアーを行う。

## 評価
ビートルズ、ザ・ビーチ・ボーイズ、スモール・フェイセスを融合した高い音楽性を誇りながらも、ティーンエイジャーのアイドル的な人気に留まった。
ジョン・レノンがファンを公言しており、「Raspberries」のロゴ入りTシャツを着ている写真が残されている。
他にも映画監督のキャメロン・クロウもライナーノーツに寄稿するほどのファンであり、また、ブルース・スプリングスティーン、ポール・ウェスターバーグ（リプレイスメンツ）、ジョン・ボン・ジョヴィ、ポール・スタンレー（キッス）、ジェフリー・フォスケット（ビーチ・ボーイズのサポートメンバー）、マックス・ウェインバーグ（Eストリート・バンド）らに影響を与えた。

## エピソード
デビュー・アルバム『ラズベリーズ』のジャケットに、擦るとラズベリーの香りがする特殊加工が施されたものがあった。
2014年公開のアメリカ映画『ガーディアンズ・オブ・ギャラクシー』に「ゴー・オール・ザ・ウェイ」が使用された。

## メンバー
- エリック・カルメン (Eric Carmen) – ボーカル、ピアノ (1970年–1975年4月、2004年–2009年)、リズムギター (1970年–1971年、1972年末–1975年4月、2004年–2009年)、ベース (1971年–1972年末) ※2024年死去
- ウォーリー・ブライソン (Wally Bryson) – リードギター、ボーカル (1970年–1975年4月、1999年–2000年、2004年–2009年)

1978年にラスカルズのディノ・ダネリ、ジーン・コーニッシュらと5人組バンド「フォトメーカー（Fotomaker）」を結成した。
- ジョン・アレクシス (John Aleksic) – ベース、ギター、バック・ボーカル (1970年–1970年末)
- ジム・ボンファンティ (Jim Bonfanti) – ドラム、バック・ボーカル (1970年–1973年末、2004年–2009年)
- ディヴ・スモーリー (Dave Smalley) – リズムギター (1971年–1972年末、1999年–2000年)、ベース (1972年末–1973年末、2004年–2009年)、ボーカル (1971年初頭–1973年11月、1999年–2000年、2004年–2009年)
- スコット・マッカール (Scott McCarl) – ベース、ボーカル (1973年12月–1975年4月、1999年–2000年)
- マイク・マクブライド (Michael McBride) – ドラム (1973年12月–1975年4月) ※2020年死去

## ディスコグラフィ

### スタジオ・アルバム
- 『ラズベリーズ』 - Raspberries (1972年、Capitol)
- 『明日を生きよう』 - Fresh (1972年、Capitol)
- 『サイド3』 - Side 3 (1973年、Capitol)
- 『素晴らしき再出発』 - Starting Over (1974年、Capitol)

### ライブ・アルバム
- Live on Sunset Strip (2007年)
- Pop Art Live (2017年)

### EP
- Refreshed (2000年)

### 主なコンピレーション・アルバム
- 『ラズベリーズ・ベスト～フィーチャリング・エリック・カルメン』 - Raspberries' Best (1976年、Capitol)
- Capitol Collectors Series (1991年、Capitol)
- Greatest (2005年、Capitol)

### シングル
- 「さよならを云わないで」 - "Don't Want to Say Goodbye" (1972年)
- 「ゴー・オール・ザ・ウェイ」 - "Go All the Way" (1972年)
- 「明日を生きよう」 - "I Wanna Be with You" (1972年)
- "Drivin' Around" (1972年)
- 「レッツ・プリテンド」 - "Let's Pretend" (1973年)
- 「トゥナイト」 - "Tonight" (1973年)
- "I'm a Rocker" (1973年)
- 「君に首ったけ」 - "Ecstasy" (1973年)
- 「オーバーナイト・センセーション」 - "Overnight Sensation (Hit Record)" (1974年)
- 「パーティーの終りに」「クルージング・ミュージック」 - "Party's Over" / "Cruisin' Music" (1975年)